# Honoya Shoji
Honoya Shoji (庄司 朋乃也 Shoji Honoya?, nacido el 8 de octubre de 1997 en Gunma) es un futbolista japonés que se desempeña como defensa en el Cerezo Osaka de la J1 League.

## Trayectoria

### Clubes
| Club                      | País  | Año         |
| ------------------------- | ----- | ----------- |
| Cerezo Osaka              | Japón | 2016 -      |
| Cerezo Osaka sub-23       | Japón | 2016 - 2017 |
| Zweigen Kanazawa (cedido) | Japón | 2017 - 2018 |
| Oita Trinita (cedido)     | Japón | 2019        |

## Estadística de carrera

### J. League
| Club                | Año   | J. League | J. League | Copa J. League | Copa J. League | Total | Total |
| Club                | Año   | Part.     | Goles     | Part.          | Goles          | Part. | Goles |
| ------------------- | ----- | --------- | --------- | -------------- | -------------- | ----- | ----- |
| Cerezo Osaka        | 2016  | 0         | 0         | -              | -              | 0     | 0     |
| Cerezo Osaka        | 2017  | 0         | 0         | 3              | 0              | 3     | 0     |
| Cerezo Osaka sub-23 | 2016  | 16        | 0         | -              | -              | 16    | 0     |
| Cerezo Osaka sub-23 | 2017  | 7         | 0         | -              | -              | 7     | 0     |
| Zweigen Kanazawa    | 2017  | 22        | 0         | -              | -              | 22    | 0     |
| Total               | Total | 45        | 0         | 3              | 0              | 48    | 0     |